# Holsa
Holsa ist ein osttimoresischer Suco im Verwaltungsamt Maliana (Gemeinde Bobonaro). Hier befindet sich der Verwaltungssitz des Verwaltungsamtes Maliana.

## Geographie

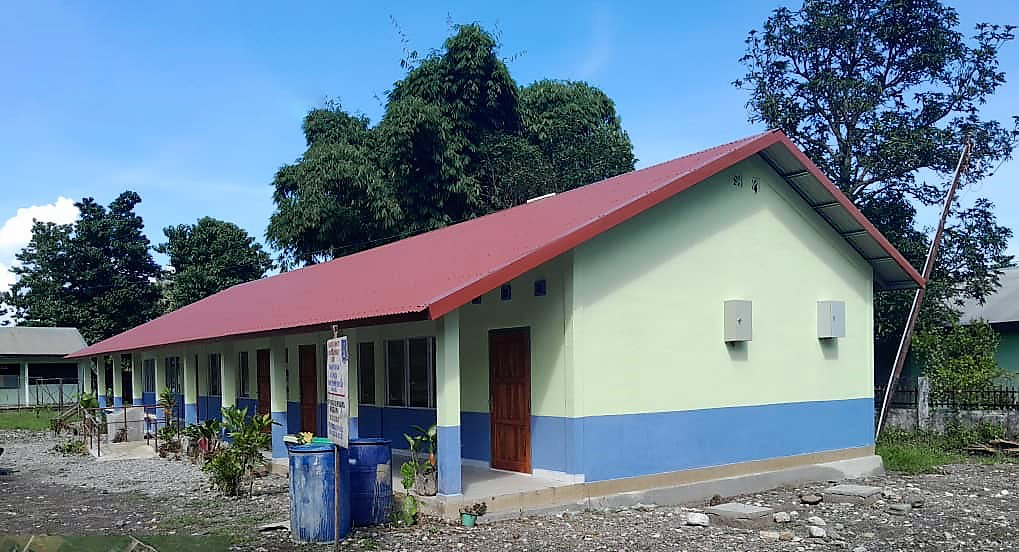
Prä-Sekundarschule II Maliana in Holsa

Holsa hat eine Fläche von 7,30 km² und teilt sich in die sechs Aldeias Belicou (Bilicou), Lolooa, Oplegul, Secar (Sikar), Solugolo (Solu Golo) und Tas. Der Suco teilt sich in zwei geographisch getrennte Gebiete. Im Zentrum des Verwaltungsamtes umfasst es fast den gesamten Süden der Stadt Maliana. Hier befinden sich die Aldeias Belicou, Lolooa, Oplegul, Solugolo und Tas. Nördlich liegen die Sucos Lahomea und Raifun, im Osten Lahomea, im Südwesten der Suco Tapo/Memo und in Holsa eine Exklave des Sucos Odomau. Im Osten von Holsa entspringt der Fluss Biupira, der kurz darauf Sosso (Soso) heißt. An der Nordwestgrenze mündet der Lale in den Sosso, der im Grenzgebiet zu Tapo/Memo seinen Ursprung hat. Der Sosso fließt in den Nordwesten ab. Er mündet in den Nunura, an der Nordspitze des zweiten Territoriums von Holsa, das aus der Aldeia Secar besteht. Auf der anderen Seite des Sosso liegt der Suco Ritabou und am Nordufer des Nunuras der Suco Leolima (Verwaltungsamt Balibo). Ansonsten ist die Aldeia Secar vom Suco Tapo/Memo umgeben.
Die Hauptstraße der Stadt Maliana bildet die Nordgrenze von Holsa. An ihr liegen zahlreiche Institutionen, so die Polizeistation, die Escola CAFE Maliana/Holsa, die Sekundarschule Dom Martinho da Costa Lopes, eine Filiale der Banco Nacional Ultramarino (BNU) und der Sitz des Verwaltungsamtes Maliana. Außerdem befinden sich in Holsa das Radio Communidade Maliana RCM (Radio Maliana) und die Prä-Sekundarschule II Maliana.
In der Aldeia Secar liegt die kleine Siedlung Secar sowie der Westteil des Ortes Tunu Bibi. Hier befindet sich ein Posten der Verteidigungskräfte Osttimors.

## Einwohner

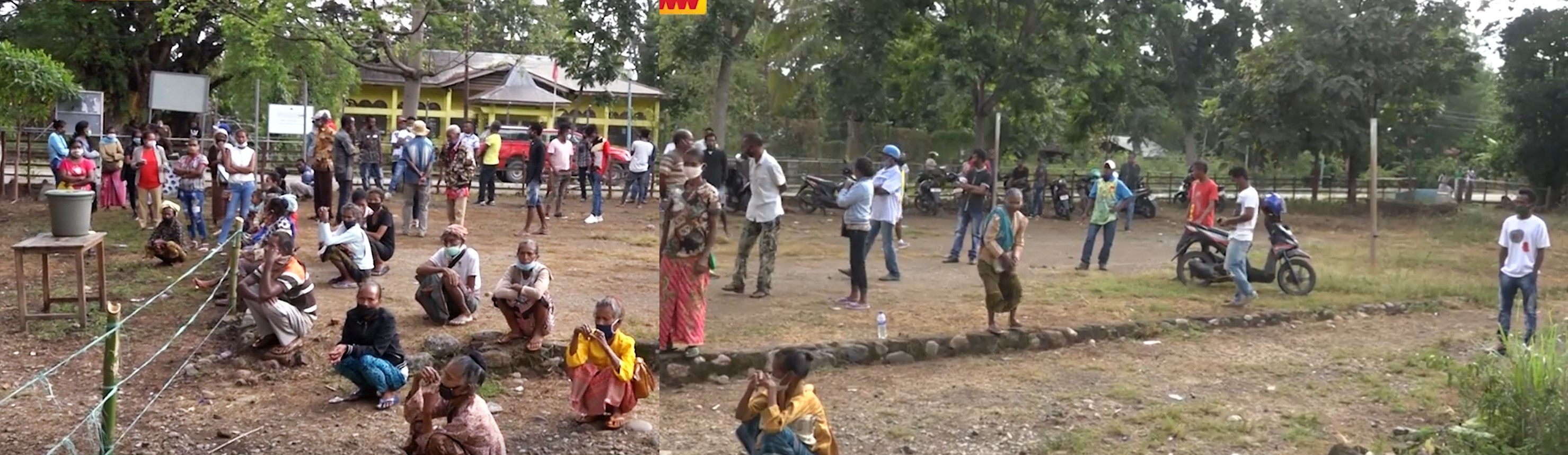
Platz vor dem Büro des Sucos (2020)

Im Suco Holsa leben 5.752 Menschen (2022), davon sind 2.915 Männer und 2.840 Frauen. 3.618 von ihnen wohnen in einer urbanen Umgebung, 2.137 im ländlichen Teil des Sucos. Im Suco gibt es 1.059 Haushalte. Über 90 % der Einwohner geben Tetum Prasa als ihre Muttersprache an. Über 5 % sprechen Bunak und eine kleine Minderheit Kemak.

## Geschichte
Am 8. September 1999 kesselten Milizionäre der Dadarus Merah Putih und der Halilintar zusammen mit indonesischen Sicherheitskräften die etwa 1000 Flüchtlinge, die in der Polizeistation von Maliana Schutz gesucht hatten ein und begannen gezielt Unabhängigkeitsbefürworter mit Todeslisten zu suchen und zu ermorden. Mindestens 13 Menschen kamen ums Leben, Zeugen sprechen sogar von 47 Opfern.
Am nächsten Tag wurden weitere Menschen auf der Flucht in der Umgebung Malianas von Milizionären getötet. Eine Gruppe war zunächst zur Schule in Holsa geflohen (Lage). Dann teilten sie sich bei der Brücke über den Sosso (Lage) in kleinere Gruppen auf. In Mulau (eine Siedlung am Sosso, zwei Kilometer von Ritabou entfernt) wurden am 9. September 13 Flüchtlinge erschossen. Am 10. September wurden 150 Meter vom Flussufer entfernt zwei aus Osttimor stammende Polizisten getötet, weil sie mutmaßlich mit der Unabhängigkeitsbewegung sympathisierten.

## Politik
Bei den Wahlen von 2004/2005 wurde António Santa Cruz zum Chefe de Suco gewählt und 2009, 2016 und 2023 in seinem Amt bestätigt.

## Persönlichkeiten
- Luís Maria Lobato (1962–2023), Gesundheitspolitiker